# Elaphe bimaculata
Elaphe bimaculata este o specie de șerpi din genul Elaphe, familia Colubridae, descrisă de Werner Theodor Schmidt în anul 1925. A fost clasificată de IUCN ca specie cu risc scăzut. Conform Catalogue of Life specia Elaphe bimaculata nu are subspecii cunoscute.